# 森須滋郎
森須滋郎（もりす じろう、1915年11月16日-1995年11月25日）は、日本の食味評論家。

## 略歴
福島県生まれ。本名・八巻千秋。東京帝国大学文学部美学美術史科卒。
1975年より料理季刊誌『四季の味』の編集長をし、日本全国の名店・名物料理を紹介。旨いものを知らしめる味の批評家として有名であっただけでなく、自身も家庭では包丁を握って客をもてなす家庭料理の達人であった。娘に八巻元子（1944-『四季の味』編集長）。

## 著書
- 『一汁三菜』編 鎌倉書房 1979
- 『食べてびっくり』新潮社 1980　のち文庫
- 『料理上手で食べ上手』新潮社 1981　のち文庫
- 『食卓12か月』読売新聞社 1983　のち集英社文庫
- 『うまいものには目がなくて』新潮社 1983　のち角川春樹事務所グルメ文庫
- 『四季の味自由自在』新潮社 1986
- 『味覚のトレーニング』文芸春秋 1986
- 『食卓のマジック 12か月147例』新潮社 1989
- 『本当は教えたくない味』文芸春秋 1991　のち文庫
- 『味の玉手箱』ニューサイエンス社 1997